# Hiroshi Saeki
Hiroshi Saeki (佐伯 博司, Saeki Hiroshi, né le 26 mai 1936 à Préfecture de Hiroshima au Japon) est un footballeur japonais.